# Plukenetia conophora
Plukenetia conophora ist ein kletternder Strauch oder eine Liane aus der Familie der Wolfsmilchgewächse, aus der Unterfamilie der Acalyphoideae, im Tribus der Plukenetieae, im Subtribus der Plukenetiinae. Sie stammt aus dem tropischen West- und Zentralafrika und wird als Ölpflanze genutzt.
Sehr ähnlich ist Plukenetia volubilis, bekannt als Sacha Inchi oder Inka-Nuss, aus Südamerika, sie besitzt aber linsenförmige, abgeflachte Samen. Sehr ähnliche rundliche Samen besitzt Coula edulis, die ebenfalls in Westafrika vorkommt. Die rundlichen und ähnlichen Samen von  Plukenetia conophora und Coula edulis werden auch als Afrikanische Walnüsse bezeichnet.

## Beschreibung
Plukenetia conophora wird bis etwa 18 Meter oder mehr lang oder hoch, der bis 16 Zentimeter dicke Stamm ist gräulich und rankend bis würgend.
Die wechselständigen und gestielten, unterseits helleren Laubblätter sind bis etwa 10–12 Zentimeter lang und eiförmig bis elliptisch, sie sind am Rand gezähnt oder gesägt und die Spitze ist rundspitzig oder bespitzt bis zugespitzt. Die Blattbasis ist stumpf bis mehr oder weniger herzförmig. Die Nervatur ist dreizählig. Die Blätter besitzen an ihrer Basis kleine drüsige Bezirke. Es sind kleine Nebenblätter vorhanden.
Plukenetia conophora ist meistens monözisch oder dann funktionell diözisch, die männlichen und weiblichen Blüten stehen in kurz gestielten,  rispig-thyrsigen oder traubigen und achselständigen Blütenständen. Die Blütenstände sind entweder eingeschlechtlich oder dann funktionell eingeschlechtlich mit jeweils nur wenigen, oft unfunktionellen Blüten des sekundären Geschlechts auf dem Blütenstand. Die kleinen, kurz gestielten, meist vierzähligen Blüten besitzen eine einfache Blütenhülle und sind mit kleinen Deckblättern unterlegt. Die Kronblätter fehlen. Die männlichen Blüten besitzen viele fast sitzende Staubblätter und einen interstaminalen Diskus mit vielen sehr kleinen Spitzen, die weiblichen Blüten besitzen vier oberständige Fruchtblätter die in einem gelappten Fruchtknoten vereinigt sind und einen dicken, kurzen Griffel mit vier- bis fünfteiliger, rüschiger Narbe.
Es werden vier- bis fünfteilige, sternförmige und kurz flügelige, rippige, etwa 7–8 Zentimeter große, leicht warzige, ledrige und praktisch glatte, zur Reife bräunliche Kapselfrüchte mit beständigem Griffel gebildet, welche sich nicht oder selten an der Spitze öffnen. Die bräunlichen und rundlichen, leicht runzligen, dünnschaligen und harten Samen (Nüsse) in den getrennten Fächern sind bis etwa 2,5–3 Zentimeter groß, sie ähneln Walnüssen. Die Samenschale ist in eine nicht haltbare, dünne, hellbräunliche Testa und ein dickeres, dunkelbräunliches Tegmen gegliedert. Die Samen enthalten ein großes, weißliches Endosperm.

## Systematik
Die Erstbeschreibung als Plukenetia conophora erfolgte durch Johannes Müller Argoviensis 1864 in der Flora oder allgemeine botanische Zeitung, 47, Nr. 34, S. 530. Es sind verschiedene Synonyme bekannt, Cleidion mannii Baker, Cleidion preussii (Pax) Baker, Mallotus preussii Pax, Tetracarpidium conophorum (Müll.Arg.) Hutch. & Dalziel, Tetracarpidium staudtii Pax, sowie Angostylidium conophorum (Müll.Arg.) Pax & K.Hoffm.

## Verwendung
Die Samen sind essbar, auch kann ein schnelltrocknendes Öl aus ihnen erhalten werden. Auch die Blätter und Früchte werden gegessen. Die Blätter, Samen und das Öl werden auch medizinisch verwendet. Ähnlich verwendet wird Plukenetia volubilis.